# سفارة بلجيكا في روسيا
سفارة بلجيكا في روسيا هي أرفع تمثيل دبلوماسي لدولة بلجيكا لدى روسيا. تقع السفارة في موسكو وهي تهدف لتعزيز المصالح البلجيكية في روسيا.

## وصلات خارجية
- قائمة سفارات بلجيكا
- قائمة السفارات في روسيا